# Данфермлинское аббатство
Данфермли́нское абба́тство (англ. Dunfermline Abbey) — бенедиктинский католический монастырь в центре Данфермлина, Файф, Шотландия.

## История
В 1070 году Маргарита, внучка короля Англии Эдмунда II Железнобокого, обвенчалась в Данфермлине с королём Шотландии Малкольмом III. Королеве настолько понравились эти края, что она решила основать здесь религиозную общину и пригласить сюда монахов-бенедиктинцев из Кентербери. Так в 1072 году было основано Данфермлинское аббатство.
Первоначально этот монастырь — вероятно построенный на месте церкви, где были обвенчаны Малкольм и Маргарита — имел довольно скромные размеры, но к 1128 году по указу Давида I, шестого сына королевской четы, к тому времени вступившего на престол Шотландии, был значительно достроен. Впоследствии был соединён крытым переходом с королевским дворцом в Данфермлине.

### Место погребения королей

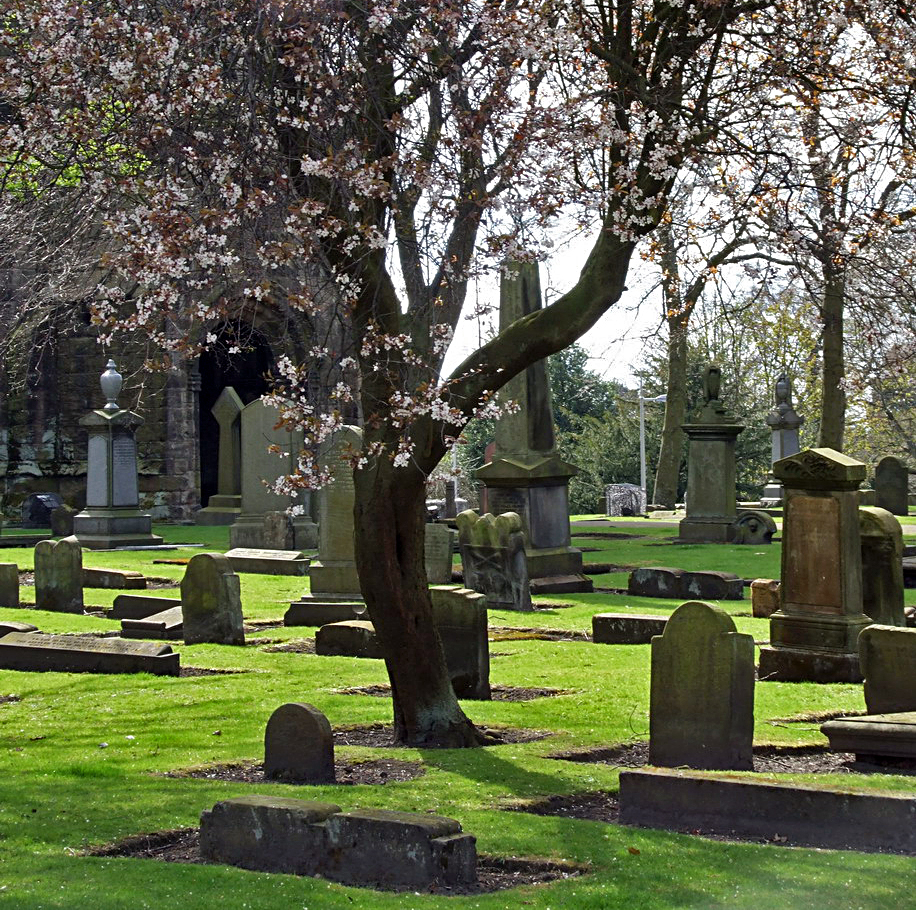
Кладбище аббатства

В Средние века Данфермлинское аббатство было одним из важнейших религиозных центров страны, а также местом погребения монархов Шотландии. Так, например, на его территории похоронены:
- Малькольм III и его жена Маргарита Шотландская;
- Трое их сыновей, также королей Шотландии — Эдгар (годы правления 1097—1107), Александр I (1107—1124) и Давид I (1124—1153);
- Малкольм IV (1153—1165);
- Александр III (1249—1286), его первая жена Маргарита и их сыновья Александр и Давид;
- Роберт Брюс (1306—1329), его жена Елизавета де Бург и их дочь Матильда;
- Томас Рэндольф, граф Морей, регент Шотландии в период малолетства короля Давида II;
- Анабелла Драммонд, жена короля Роберта III;
- Роберт Стюарт, герцог Олбани, регент Шотландии в период правления Роберта II, Роберта III и Якова I.